# Télécommande de balisage
Une télécommande de balisage, ou PCL pour Pilot Controlled Lighting, est un système qui permet aux pilotes d'allumer et d'éteindre les lumières de balisage d'un aérodrome. En France, la présence et les modalités d'utilisation du PCL figurent sur la carte VAC du terrain dans l'AIP.

## Balisage aérien
Le balisage aérien est un système de signalisation lumineuse utilisé pour guider les aéronefs. Il est souvent employé dans les aéroports pour marquer les pistes d'atterrissage et les voies de circulation, mais aussi pour indiquer des obstacles tels que des bâtiments ou des montagnes.

## Fonctionnement
Une balise aérienne se compose généralement d'une lampe électrique puissante montée sur un dispositif de focalisation, souvent dans un boîtier cylindrique. Ce dispositif peut produire un signal fixe ou clignotant, visible sur de longues distances, même par mauvais temps ou de nuit.

## Types de balisage aérien
Il existe différent type de balisage, selon leur usage :
- les balises d'aérodrome signalent la présence d'un aéroport et aident à l'orientation des pilotes lors de l'approche et du décollage ;
- les phares aéronautiques servent à marquer des routes aériennes spécifiques ;
- les balises de détresse émettent des signaux en cas d'urgence pour faciliter la localisation des aéronefs en détresse.

## Importance
Le balisage aérien est crucial pour la sécurité aérienne. Il permet aux pilotes de naviguer avec précision, surtout la nuit ou dans des conditions météorologiques défavorables, et contribue à prévenir les accidents.